# Karel Sabina
Karel Sabina (29. december 1813 – 7. november 1877) var en tjekkisk forfatter. 
Tjekkiet var på Sabinas tid en del af Østrig-Ungarn. I 1849 blev Sabina arresteret for at have deltaget i “Majkuppet”, et kupforsøg, der var blevet planlagt inspireret af den russiske anarkist Mikhail Bakunin, der boede i Prag på det tidspunkt. Sammen med 24 andre blev Sabina dømt til døden i 1851. Kejser Franz Joseph 1. af Østrig-Ungarn benådede senere Sabina, der i stedet måtte 18 år i fængsel. Der blev senere givet generel amnesti i 1857 og Sabina blev løsladt. Tilbage i Prag levede han som skribent.
Sabina blev herefter politiinformant, hovedsagelig på grund af pengeproblemer. Hans informantaktiviteter var rettet mod den tjekkiske patriotiske bevægelse, men aktiviteterne havde mindre effekt på bevægelsen.
Én af hans bøger var Den solgte brud, som udkom i 1864, på baggrund af hvilken tekst Bedřich Smetana skrev en opera.